# Řád sv. Patrika
Řád svatého Patrika (anglicky: oficiálně Most Illustrious Order of Saint Patrick) byl založen v roce 1783 králem Jiřím III. jako nejvyšší řád Irského království a byl určen irským šlechticům.
Patronem řádu je Svatý Patrik a heslo QUIS SEPARABIT? znamená "Kdo nás rozdělí?" (Irsko od Anglie). Byl třetím nejvyšším rytířským řádem Spojeného království, po Podvazkovém řádu a Řádu bodláku. Byl udělován pouze irským šlechticům a členům královské rodiny.
Přestal být udělován v roce 1922 po vzniku Irského svobodného státu.